# Tangguwisia
Tangguwisia is een bestuurslaag in het regentschap Buleleng van de provincie Bali, Indonesië. Tangguwisia telt 1678 inwoners (volkstelling 2010).